# Sammy Fain
Sammy Fain (* 17. Juni 1902 in New York; † 6. Dezember 1989 in Los Angeles; auch Sam E. Fain; geboren als Samuel Feinberg) war ein US-amerikanischer Musical- und Filmkomponist. Er arbeitete mit E. Y. Harburg, Sammy Cahn und Paul Francis Webster zusammen.

## Leben und Wirken
Sammy Fain gehörte zu den Komponisten der populären Musik, die als Great American Songbook bekannt wurde. Nach der Highschool arbeitete Fain als Pianist für die Musikfirma von Irving Mills. In dieser Zeit entstand sein erster Song, den er mit Al Dubin schrieb, „Nobody Knows What a Red Head Mamma Can Do“.

Sodann bildete er mit Irving Kahal ein Songwriter-Team. Beide gingen nach Hollywood, wo sie in den Studios der Paramount Pictures und der Warner Brothers arbeiteten. Zusammen schrieben Fain und Kahal viele Songklassiker wie „Let a Smile Be Your Umbrella“ und „When I Take My Sugar to Tea“ (1931). Ihre Zusammenarbeit währte bis zu Irving Kahals Tod im Jahre 1942. Fain arbeitete auch mit Lew Brown; sie schrieben „That Old Feeling“ (1938).
Für den Broadway schrieb Fain für etliche Musicals und Revuen, wobei die Revuen Hellzapoppin von 1938 und Sons o’ Fun von 1941 am erfolgreichsten waren. Aus dem misslungenen 1938er Musical Right This Way stammen die Hits „I’ll Be Seeing You“ und  „I Can Dream, Can’t I?“. 
Fain komponierte im Lauf seiner Karriere die Musik für über 30 Filme während der 1930er-, 40er- und 50er-Jahre. Er wurde auch in der Kategorie Bester Original Song neun Mal für den Oscar nominiert. Er gewann ihn zwei Mal, zum einen mit dem Lied „Secret Love“ aus dem Westernmusical Schwere Colts in zarter Hand (1953) und zum anderen mit dem späteren Jazz-Standard-Popsong „Love Is a Many-Splendored Thing“ aus dem gleichnamigen Film von 1955. Beide Songs schrieb er mit seinem langjährigen Partner, dem Liedtexter Paul Francis Webster. Fain schrieb auch die Songs für einige Walt-Disney-Trickfilme wie „I’m Late“ für Alice im Wunderland (Alice in Wonderland, 1951), Peter Pan (Peter Pan, 1953) und Bernard und Bianca – Die Mäusepolizei (The Rescuers, 1977).
1963 arbeitete Fain mit Harold Adamson zusammen; sie schrieben die Songs für den Film The Incredible Mr. Limpet (1964); außerdem schrieb er noch solche Songs wie „I wish I Were A Fish“, „Be Careful How You Wish“ und „Deep Rapture“.
Sammy Fain starb in Los Angeles und liegt auf dem Cedar Park Cemetery in Emerson,  New Jersey begraben.
Fain wurde in die Songwriters Hall of Fame aufgenommen.

## Bekannte Songs
- 1931: I Take My Sugar to Tea (Fain/Kahal/Bruce Norman)
- 1938: I’ll Be seeing You (Fain/Kahal)
- 1951: Alice in Wonderland (Fain/Bob Hilliard)
- 1953: The Second Star to the Right (Fain/Sammy Cahn)
- 1955: Love Is a Many Splendored-Thing (Fain/Paul Francis Webster)
- 1962: Tender Is the Night (Fain/Webster)
- 1957: April Love (Fain/Webster)
- 1975: Ein Traumhaus für zwei (Half a House)
- 1977: Someone’s Waiting for You (Fain/Carol Connors & Ayn Robbins)